# 忍海郡
忍海郡为奈良縣過去轄下的一個郡，已於1897年4月1日與葛上郡合併為南葛城郡。
在1880年實施郡區町村編制法時的轄區位於現在的葛城市的南部小部分區域和御所市的北部小部分區域。

## 歷史
在令制國時代屬於大和國，10世紀時依據和名類聚抄，其下設津積鄉、園人鄉、中村鄉、栗栖鄉。
江戶時代此地為幕府和櫛羅藩的領地。
19世紀明治維新後，原屬奈良奉行管轄的幕府直屬領改隸屬新政府設立的奈良縣，其他區域在1871年實施廢藩置縣後隸屬櫛羅縣，但在同一年的府縣整併中，全數被併入奈良縣；1876年的第二次府縣整併中，奈良縣遭到廢除，改隸屬堺縣管轄，不過到了1881年又因堺縣被廢除改隸屬大阪府，直到1887年重新設立了奈良縣，才恢復隸屬奈良縣轄下。
在1880年實施郡區町村編制法時，正式的設置了近代的行政區劃「忍海郡」，並在葛上郡的御所町（位於現在的御所市）設置「御所郡役所」，由於郡役所同時也負責管轄周邊的葛上郡、葛下郡和高市郡，因此後來又改稱為「高市葛上葛下忍海郡役所」。

### 沿革

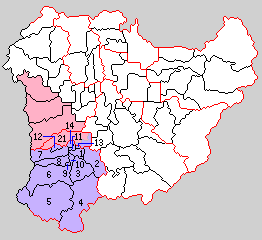
1889年忍海郡轄下的行政區劃：
21.忍海村
（紫色：現屬御所市、紅色：現屬葛城市、1-14屬葛上郡）

- 1889年4月1日：實施町村制，忍海郡下所有村被整併為忍海村（日语：忍海村）。（1村）
- 1897年4月1日：實施郡制（日语：郡制），同時與葛上郡合併為南葛城郡。